# 엘리아스 카네티
엘리아스 카네티(Elias Canetti, 1905년 7월 25일~1994년 8월 14일)는 1981년에 노벨 문학상을 수상한 영국의 작가이다. 불가리아 태생의 스파라드 유대인으로서, 빈과 런던, 취리히에서 독일어로 작품 활동을 하였다. 그는 현대 사회에서의 '군중의 광기'라는 주제에 대하여 깊고 넓게 사색한 작가로 평가되고 있다. 1994년에 스위스의 취리히에서 사망하였다.

## 생애

### 유년기(1905-1924)
엘리아스 카네티는 1905년 7월 25일, 불가리아 루세(Rousse) 지방의 유태계 상인 가문의 장남으로 태어났다. 그는 태어난 해부터 6년간을 루세에서 보냈으며, 1911년에 아버지의 상업 관계로 영국의 맨체스터로 이사를 갔다. 그런데 그로부터 얼마 되지도 않은 1912년 10월에 건강하던 그의 아버지가 급사하자, 그의 어머니는 다시 엘리아스와 동생들을 데리고 오스트리아의 빈으로 짐을 꾸려야 했다.
일곱 살이 된 카네티는 이때 빈에서의 생활을 위해 어머니에게 독일어를 배우기 시작했다. 그는 이미 스파라드 유대인들의 언어인 라디노어를 가정에서 모어로 습득하고 있었을 뿐만 아니라 태생지의 언어인 불가리아어를 할 줄 알았고, 영국에서의 거주 경험으로 영어와 프랑스어를 얼마간 익혀서 사용할 수 있었는데, 이러한 폭넓은 언어적 경험은 이후 그의 문학적 창작에 많은 영감을 주었다.
그러나 빈에서의 생활 역시 그리 오래 가지는 못했다. 제1차 세계 대전과 어머니의 좋지 못한 건강상태 때문에 카네티 가족은 1916년에 스위스의 취리히로 이사하였고, 다시 1921년에 독일의 프랑크푸르트 암 마인으로 이사해야 했다. 이 무렵, 카네티는 프랑크푸르트에 거주하던 중 그곳의 김나지움인 뵐러슐레(독일어: Wöhlerschule)에서 고등학교 졸업 자격시험인 아비투어(독일어: Abitur)를 통과했다.

### 빈(1924-1939)
프랑크푸르트에서의 얼마간의 체류 후, 1924년에 가족과 잠시 떨어진 엘리아스는 화학 공부를 위해 빈으로 다시 돌아와 빈 대학에 등록했다. 그러나, 그 무렵 그의 주된 관심사는 화학이 아니라 문학과 철학에 기울어 있었다. 그는 대학 생활 중 문학 서클에 가입해 글쓰기를 시작하는 동시에 차츰 인맥을 넓혀 나갔으며, 비평가이며 풍자가인 카를 크라우스(Karl Kraus)의 강의를 즐겨 들었다. 또 그는 정치적으로는 좌파 사상에 영향을 받아 검은 금요일(영어: Black friday)에 가담하기도 했다. 그러나, 그는 사상 자체에 공감하기는 했으나 열성적으로 좌파 단체의 일원이 되고자 하지는 않았다.
1927-1928년경에 카네티는 헝가리 태생의 시인 이비 고돈(Ibby Gordon)과 사랑하는 사이가 되어 잠시 베를린에서 출판사 일을 했는데, 그 당시 바이마르 공화국의 자유주의적인 분위기 하의 베를린은 카네티가 존 하트필드(John Heartfield), 조지 그로스(George Grosz), 베르톨트 브레히트(Bertolt Brecht), 루트비히 하르트(Ludwig Hardt) 등의 여러 예술가들과 접촉하는 계기가 되었다. 편안한 빈의 생활과 비견되는 이러한 활력 넘치는 베를린의 분위기는 그가 1930-1931년 경에 집필한 소설 '현혹'(독일어: Die Blendung)에 큰 영향을 미쳤다.
1929년에 빈 대학에서 화학으로 학위를 받은 카네티는 다시 문학 활동을 계속하고 자신의 '현혹'을 출판하여 얼마간의 성과를 올리면서 1934년에 페차 카네티(Veza Taubner-Calderon Canetti)와 결혼도 하게 된다. 그러나, 1930년대의 반유태적 기류와 국가 사회주의의 물결로 인해 활동을 위협받던 그는, 결국 1938년 나치 독일의 오스트리아 병합 이후 더 이상의 독일 내 활동을 단념하고 영국 런던으로 옮겨갈 수밖에 없었다.

### 런던(1939-1971)
카네티는 프랑스를 경유해 1939년에 영국으로 입국하여 런던에 거주하기 시작하였다. 그 곳에서 그는 몇몇 여성 예술가들, 예컨대 마리루이제 폰 모테시치키(Marie-Louise von Motesiczky)나 아이리스 머독(Iris Murdoch) 등과 활발하게 교류하며 작품 세계에 이들을 반영하기도 한다. 예컨대 마리루이제의 경우 '마리루이제를 위한 기록'(독일어: Aufzeichnungen für Marie-Louise)은 그녀의 이름을 딴 회고록이다.
런던에서의 정착이 어느 정도 성공적으로 이루어진 이후, 카네티는 군중에 관한 그의 책을 준비하기 위해 20년가량 아무 저작을 내지 않을 정도로 몰두하기도 하였다. 그럼에도 카네티는, '현혹'의 영어판 출간으로 인하여 영국 지성계와 작가들 사이에서 유명해졌다. 그는 이 런던 거주 기간 동안 버트런드 러셀(Bertrand Russell)이나 아서 웨일리(Arthur Waley), 딜런 토머스(Dylan Thomas) 등과 친교를 맺었다.
그는 이 기간 동안 때로 유럽과 아프리카 등을 여행하기도 했는데, 특히 모로코에서의 여행 경험은 그가 이후 '모로코의 낙타와 성자'(독일어: Die Stimmen von Marrakesch)를 집필할 때 바탕이 되어 주었다. 그는 자유롭게 여기저기를 떠돌아다니면서 여러 군데의 문물을 접하길 좋아했다. 이 무렵, 즉 1950년대에 이미 '군중과 권력'(독일어: Masse und Macht)이란 제목으로 집필되어가던 그의 책은 거의 완성되어 있었지만, 그는 조금 더 완성도를 높이기 위해 당장 출판하길 미루고 다른 문학 작품들 몇 가지를 써내는 데 집중했다. 그는 이 즈음인 1952년에, 이전의 시민권을 버리고 영국 시민이 되었다.
1960년에 그는 마침내 독일계 출판사를 통해 '군중과 권력'을 출판했지만, 출판 초기에 그는 기대했던 것 이하의 호응도에 실망을 금치 못했다. 이후 그가 노벨상을 받았을 때 그의 작품들은 전면적으로 재평가되었고, 이 책은 중요한 사회학 고전이 되었지만, 그 당시에는 비교적 인지도가 없었기 때문에 그는 쓰라린 세월을 보내면서 다른 작품들의 집필에 몰두할 수밖에 없었다. 게다가 1963년에 그의 부인 페차가 자살로 추정되는 방식으로 삶을 마감하자 그의 고통은 더욱 커졌다. 1971년에, 프랑스에서 의사로 활동하던 마지막 남은 동생 게오르크 카네티(조르제 카네티, Georges Canetti)마저 폐 질환으로 죽자, 그는 어느 정도 친교를 맺고 있던 헤라 부쇼(Hera Buschor)가 있는 취리히로 다시 이동할 결심을 했다.

### 취리히(1972-1994)

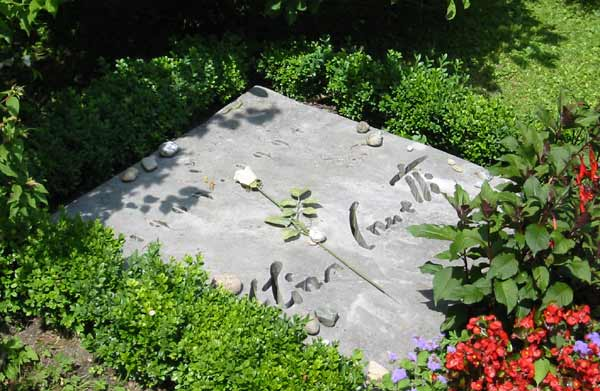
엘리아스 카네티의 무덤

취리히에서 그는 주로 그의 젊은 시절에 대한 회고록과 전기, 몇몇 에세이를 집필하였다. 그는 이 곳에서 다른 사람들과 별로 친교를 맺지 않고 조용히 살면서 과거의 기억들을 반추하였다. 그는 이 시기 중인 1981년에 마침내 노벨 문학상을 받았지만 그리 유별나게 반응하지는 않고 조용한 삶을 유지하며 지냈다.
그 후 만년의 안식처가 되어 주었던 헤라 부쇼마저 1988년에 암으로 죽었고, 카네티는 그 뒤를 따라서 1994년에 취리히에서 89세를 일기로 눈을 감았다.

## 대표 작품 목록
- Komödie der Eitelkeit 1934 (허무희곡)
- Die Blendung 1935 (현혹)
- Masse und Macht 1960 (군중과 권력)
- Aufzeichnungen 1942-48 1965 (기록들)
- Die Stimmen von Marrakesch 1968 (모로코의 낙타와 성자)
- Der andere Prozess 1969 (또다른 심판)
- Das Gewissen der Worte 1975 (말의 양심)
- Die Gerettete Zunge 1977 (해방된 혀)
- Die Fackel im Ohr 1980 Lebensgeschichte 1921-1931 (귓속의 횃불-회고록)
- Das Augenspiel 1985 Lebensgeschichte 1931-1937 (눈의 유희-회고록)
- Die Fliegenpein (파리의 고통)
- Aufzeichnungen für Marie-Louise (마리루이제를 위한 기록)
- Das Hause an der Grenze (국경 위의 집)

## 같이 보기
- 베르톨트 브레히트
- 카를 크라우스
- 조지 그로스
- 루트비히 하르트
- 아이리스 머독
- 마리루이제 폰 모테시치키
- 존 하트필드
- 버트런드 러셀
- 딜런 토머스
- 아서 웨일리

## 참고 자료
- 엘리아스 카네티, 『현혹』, 지식의숲(넥서스), 2007
- 엘리아스 카네티, 『모로코의 낙타와 성자』, 민음사, 2006